# Caribbean Sunset
Caribbean Sunset è il nono album in studio di John Cale, pubblicato dalla ZE Records nel gennaio del 1984. Il disco fu registrato al Right Track Recording di New York City, New York (Stati Uniti).

## Tracce
Lato A
1. Hungry for Love – 3:48 (John Cale, Dave Young)
2. Experiment Number 1 – 5:45 (John Cale)
3. Model Beirut Recital – 4:23 (John Cale, Dave Young)
4. Caribbean Sunset – 4:15 (John Cale, Larry Sloman)

Lato B
1. Praetorian Underground – 3:08 (John Cale, Dave Young)
2. Magazines – 3:25 (John Cale, Dave Young)
3. Where There's a Will – 2:43 (John Cale, Larry Sloman)
4. The Hunt – 3:56 (John Cale, Dave Young)
5. Villa Albani – 5:25 (John Cale)

## Formazione
- John Cale - voce, chitarra, tastiera
- Dave Young - chitarra, cori
- Andy Heermans - basso, cori
- David Lichtenstein - batteria, percussioni